# Liste der Kirchen in Vilnius
Die Liste der Kirchengebäude in Vilnius (Litauen) beinhaltet Gotteshäuser beliebiger christlicher Konfessionen.

## Liste der Kirchen nach Stadtteilen

### Altstadt
| Bild | Name                                        | Baujahr        | Konfession         | Lage        |
| ---- | ------------------------------------------- | -------------- | ------------------ | ----------- |
|      | Kathedrale von Vilnius                      | 1783–1801      | römisch-katholisch | (Stadtplan) |
|      | St. Anna (Vilnius)                          | etwa 1495–1500 | römisch-katholisch | (Stadtplan) |
|      | St. Kasimir (Vilnius)                       | 1604–1609      | römisch-katholisch | (Stadtplan) |
|      | Kathedrale der Himmelfahrt der Gottesmutter | 1865–1868      | russisch-orthodox  | (Stadtplan) |
|      | Katholische Heilig-Geist-Kirche (Vilnius)   | um 1770        | römisch-katholisch | (Stadtplan) |

### Antakalnis
| Bild | Name                         | Baujahr   | Konfession         | Lage        |
| ---- | ---------------------------- | --------- | ------------------ | ----------- |
|      | St. Peter und Paul (Vilnius) | 1668–1675 | römisch-katholisch | (Stadtplan) |

### Naujoji Vilnia
| Bild | Name                                             | Baujahr | Konfession         | Lage        |
| ---- | ------------------------------------------------ | ------- | ------------------ | ----------- |
|      | St. Kasimir (Naujoji Vilnia)                     | 1911    | römisch-katholisch | (Stadtplan) |
|      | Maria Königin des Friedens (Naujoji Vilnia)      | 1939    | römisch-katholisch | (Stadtplan) |
|      | Orthodoxe Peter-und-Paul-Kirche (Naujoji Vilnia) | 1915    | russisch-orthodox  | (Stadtplan) |